# Ermida de Nossa Senhora do Desterro (Santa Bárbara)

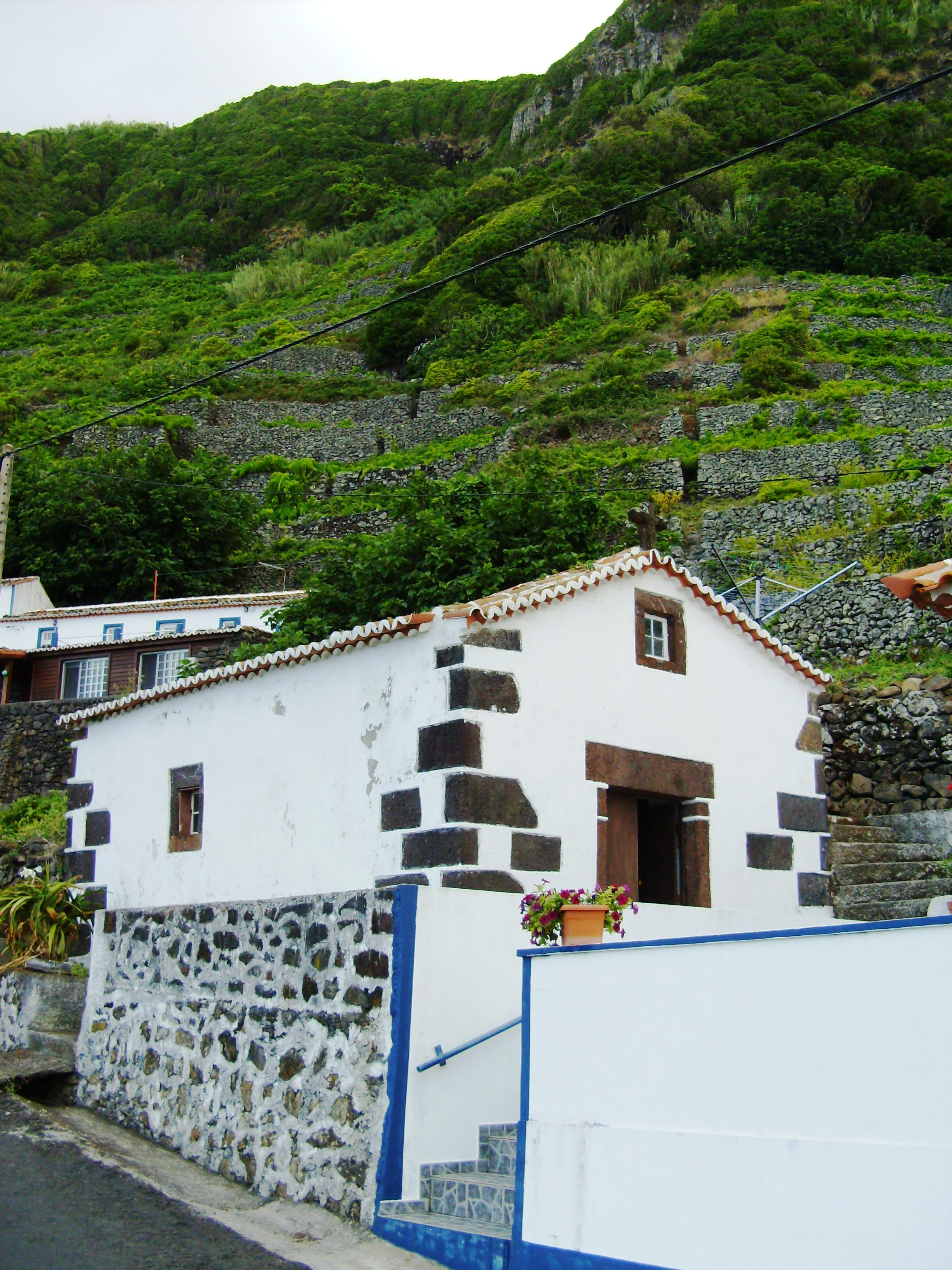
Ermida de Nossa Senhora do Desterro.

A Ermida de Nossa Senhora do Desterro localiza-se na praia de São Lourenço, freguesia de Santa Bárbara, concelho da Vila do Porto, na ilha de Santa Maria, nos Açores.

## História
A ermida foi erguida no século XVII junto às casas, em terras de vinhedo na fajã de São Lourenço (hoje junto à estrada regional), por iniciativa do capitão Manuel Curvelo da Costa, almoxarife da Fazenda Real, mercador e armador, e sua esposa, Maria Jácome de Macedo, que desposou na Igreja Matriz de Vila do Porto. Os benfeitores deram-lhe fábrica de sua fazenda e determinaram que nessa ermida se dissesse missa e nela permanecesse o franciscano que fosse à esmola no tempo do Verão. (FRUTUOSO, Gaspar. Saudades da Terra, Livro III. Anotações.)
FERREIRA (1997) esclarece que os doadores desta ermida foram Manuel Curvelo da Costa e sua esposa, Maria Jácome de Macedo, por escritura com data de 1661.
É a única ermida relacionada por MONTE ALVERNE, ao final do século XVII, na freguesia de Santa Bárbara.
Atualmente pertence a Maria Inês Batista Braga, herdeira de António Figueiredo Batista e Maria de Jesus Batista.

## Características
Apresenta planta retangular, em alvenaria de pedra rebocada e caiada.
A fachada é rasgada por uma porta com verga reta, encimada por uma pequena janela quadrangular.
A cobertura é de duas águas, em telha de meia-cana tradicional.
Em seu interior encontram-se as imagens de Santa Ana, do bispo Belchior e de São Lourenço com o seu símbolo, uma grelha.